# 사라 제시카 파커
사라 제시카 파커(영어: Sarah Jessica Parker 세라 제시카 파커[*]; SJP, 1965년 3월 25일 ~ )는 미국의 배우, 제작자이다. HBO 텔레비전 시리즈 《섹스 앤 더 시티》의 주인공 캐리 브래드쇼로 잘 알려져 있으며, 이 드라마를 통해 골든 글로브상 네 개, 영화 배우 조합상 두 개, 에미상 두 개를 수상하였다. 이 작품 극장판에서도 같은 역할을 연기하였으며 영화는 2008년 5월 30일 개봉하였다.

## 어린 시절
파커는 오하이오주 넬슨빌에서 보육원 경영자이자 선생인 바버라와 기업가이자 언론인인 스티븐 파커의 딸로 태어났다. 아버지는 브루클린 태생 유대인으로, 파커라는 성은 유대계 성인 "바칸"("코헨의 아들")에서 온 것이었다. 파커는 스스로 자신을 유대인으로 생각한다고 밝힌 적이 있다. 부모님은 파커가 태어난 지 얼마 지나지 않아 곧 이혼하였고, 어머니는 사업가 폴 포스트와 재혼하였다. 파커는 어머니와 새아버지 밑에서 자랐으며, 자식 8명 중 넷째였다. 남매 중 4명은 새아버지 사이에서 태어났다.
8살 때부터 노래와 발레를 배웠고, 윌리엄 아치볼드의 브로드웨이 연극 《The Innocents》에 캐스팅되었다. 그의 가족은 오하이오주의 신시내티로 이사하였다가, 다시 뉴욕시에 가까운 돕스 페리에 정착하였고, 파커는 이곳에서 아역 배우 경력을 쌓아갔다. 1977년에는 맨해튼과 퀸즈 사이의 계획 도시 루스벨트섬으로 이사를 갔고, 나중에는 뉴저지주 잉글우드로 이사하여 이곳 드와이트모로 고등학교에 재학하였다. 이외에 파커가 다닌 학교에는 스쿨오브아메리칸발레학교, 프로페셔널 칠드런스 스쿨, 캘리포니아 로스앤젤레스에 위치한 할리우드 고등학교가 있다.

## 경력

### 1974-1997: 초기 활동
파커는 형제 네 명과 함께 《사운드 오브 뮤직》에 출연하기도 하였고, 1977년에서 1981년까지 공연된 브로드웨이 뮤지컬 《애니》에서도 연기를 하였다. 이 뮤지컬에서는 처음에 줄라이라는 단역을 맡았다가 1979년 3월 6일부터 주인공 역할을 맡게 되었다.
1982년, 파커는 CBS 시트콤 《Square Pegs》에 주인공으로 출연하였다. 이 프로그램은 방송사 취소로 한 시즌 밖에 방영되지 않았지만, 내면을 숨기며 부끄러워하는 10대 소녀를 연기한 파커는 좋은 평가를 받았다. 3년 후에는 영화 4편에 캐스팅되었는데, 이 중에서 잘 알려진 것은 1984년에 개봉한 《자유의 댄스》, 1985년 헬렌 헌트와 함께 출연한 《청춘 댄스 파트너》이다. 1986년에 파커는 디즈니 SF 영화인 컬트 클래식 《협곡의 실종》에 조연인 NASA 연구원으로 출연하였다.
1990년대 초 파커는 많은 경력을 쌓으며 이름을 알렸다. 1991년 로맨틱 코미디 《LA 이야기》에 출연하였으며, 영화와 그의 연기 모두 긍정 평가를 받았다. 다음 해에는 《허니문 인 베가스》에서 니컬러스 케이지와 함께 주연을 맡아 좋은 평가를 받았다. 1993년 출연한 영화 《호커스 포커스》는 박스 오피스에서 높은 흥행 수익을 달성했지만 영화 자체는 부정 평가를 받았다. 같은 해 《스트라이킹 디스턴스》에서는 브루스 윌리스 상대역인 경찰로 출연하였다. 그 다음 해에는 극찬을 받은 영화 《에드 우드》에서 우드 역을 맡은 조니 뎁 상대역인 여자친구 덜로리스 풀러로 출연하였다.
1995년 영화 《마이애미 랩소디》에서 파커는 전문 영역인 로맨틱 코미디로 돌아와 주인공 역할을 맡았다. 1996년에는 팀 버튼이 감독한 또 다른 영화 《화성 침공》을 비롯하여 《조강지처 클럽》, 1991년 동명 연극에서도 역할을 맡았던 《파더스 메모리》에 출연하였다. 1997년에는 코미디 영화 《'Til There Was You》에서 프랜스카 랜필드로 출연하여 기존의 어린 배우 모습에서 탈피하였다.
파커는 영화와 텔레비전에서뿐만 아니라 연극 배우로서도 두각을 드러냈다. 오프브로드웨이 연극 《실비아》(1995), 남편 매슈 브로더릭이 함께 연기한 《How to Succeed in Business Without Really Trying》(1995-96)에 출연하였으며, 토니상 후보에 오른 《Once Upon a Mattress》(1996-97)에서 슬픔에 잠긴 공주 위니프리드 역을 맡았다.

### 1998-2004: 섹스 앤 더 시티

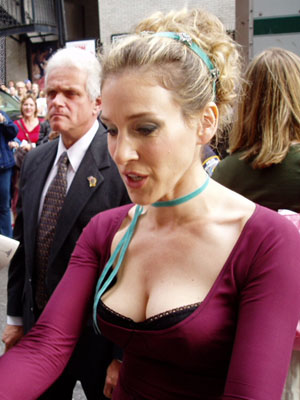
2003년 6월 뉴욕시의 파커

HBO의 드라마 시리즈 《섹스 앤 더 시티》 대본이 파커에게 보내졌다. 프로그램 제작자 대런 스타가 파커를 캐스팅하기로 결정하였다. 파커는 장차 장기 출연하게 될 이 시리즈에 그닥 확신이 없었고 본인이 스타가 되리라는 것도 당시엔 예측하지 못했다.
이 프로그램은 순식간에 큰 성공을 거두었고, 파커의 인기도 급상승하기 시작하였다. 파커는 이 프로그램을 통해서 단순한 배우에서 벗어나 스타이자 뉴욕을 상징하는 아이콘으로 성장하였다. 프로그램 특성상 외설적인 줄거리가 많았지만 파커는 철저하게 노출 장면을 촬영 하지 않을 것을 강조하였고, 이 계약은 드라마가 방영된 총 6 시즌 동안 계속 지켜졌다. 파커는 시즌 3부터는 직접 제작자로 참여하였다. 배우로서 프라임타임 에미상 코미디 시리즈 부문 여우주연상 후보에 다섯 번, 제작자로서 코미디 시리즈 작품상 후보에 네 번 올랐으며, 2004년 제56회 프라임타임 에미상에서 여우주연상을 거머쥐었다.
파커는 2006년에 "다시는 TV 쇼에 출연하지 않겠다"고 선언하였다.

### 2004-2015: 영화 출연과 제작자 활동
《섹스 앤 더 시티》가 종영한 2004년 이 드라마의 영화가 만들어질 것이고 대본도 완성되었다는 소문이 돌았다. 이에 대해 파커는 절대 만들어지지 않을 것이라며 부정적인 입장을 보였다. 그러나 2년 후 이 프로젝트 준비가 다시 시작되었고, 영화는 2008년 5월 30일에 정식 개봉하였다.
2005년 12월에 파커는 몇 년 만에 출연한 영화인 《우리, 사랑해도 되나요?》로 골든 글로브 코미디 부문 여우주연상 후보에 올랐다. 다음에 찍은 로맨틱 코미디 영화 《달콤한 백수와 사랑 만들기》에서는 매슈 매코너헤이와 함께 주연을 맡았다. 이 영화는 2006년 3월 10일 북미 박스 오피스 1위로 개봉하였고, 평단의 평범한 평가에도 불구하고 첫 주에 24000만 달러를 조금 넘는 흥행 수익을 기록하였다. 파커가 제작자 및 주연으로 참여한 독립 영화 작품 《Spinning Into Butter》는 리베카 길먼의 연극을 각색하여 만들었다. 파커는 《우리, 사랑해도 되나요?》에서 함께 주연을 맡았던 루크 윌슨과 함께 《베이컨시》에 출연할 예정이었으나 다른 프로젝트로 빠지면서 케이트 베킨세일이 역할을 대신 맡았다.
파커는 HBO 코미디 영화 《Washingtonienne》 제작에도 참여하였다. 쇼는 캐피틀힐에서 비서로 일하는 세 명의 똑똑하고 세련된 친구들의 삶을 그린다. 영화는 2009년에 방영되었다.
여기에 더불어 영국의 인기 텔레비전 시리즈 《Who Do You Think You Are?》의 NBC 미국판에도 참여하였다. 리사 쿠드로가 총괄 제작자를 맡았으며, 수전 서랜던 등과 함께 출연하였다. 2009년 4월 20일부터 방영을 시작할 것으로 확인되었다.
2010년부터 2011년까지 미국 케이블 네트워크 브라보에서 파커가 총괄 제작한 리얼리티 방송 《Work of Art: The Next Great Artist》를 방영하였다.

### 2016-현재: 디보스, 앤 저스트 라이크 댓
2016년 파커는 총괄 제작을 맡은 HBO 신규 텔레비전 시리즈 《디보스》에 주인공으로 출연하기 시작하였다. 파커는 불륜 관계를 가진 뒤 결혼 생활이 무너지면서 이혼을 선택하는 인물을 연기하여 호평 받았으며, 이를 통해 2016년 제74회 골든 글로브상 뮤지컬·코미디 시리즈 부문 여우주연상 후보에 올랐다.
2021년 12월 9일 《섹스 앤 더 시티》 리부트인 HBO Max 시리즈 《앤 저스트 라이크 댓: 섹스 앤 더 시티》 방영이 시작되었다.

## 패션 사업
파커는 패션 아이콘으로, 패션계에서는 꽤 영향력 있는 인물이 되었다. 2000년에는 MTV 무비 & TV 어워드 진행자로 출연하여 서로 다른 의상 15벌을 선보였다.
세계 각국 거대 패션 브랜드에 참여하여 광고와 캠페인을 통해 홍보 활동에도 협력하고 있다. 2003년 8월 가르니에(Garnier)와 거액 계약을 통해 모발 영양제 제품의 텔레비전과 잡지 광고에 출연하였다. 2004년에는 갭과 3800만 달러 계약을 체결하여 그해 가을부터 평상복 국제 홍보 캠페인에 참여하였다. 모델 한 명과 한 번에 여러 시즌을 계약하는 건 회사 역사상 처음 있는 일이었다. 그러나 2005년 봄 시즌 캠페인이 시작된지 얼마 지나지 않아 17살 영국 솔 가수 조스 스톤이 갭과 다음 시즌 광고 모델 계약을 체결했다는 발표가 나오면서 교체되었다.
광고 활동과 더불어 파커는 2005년에 향수 "Lovely"를 발표하였다. 2007년 3월에는 독자 패션 브랜드 Bitten을 발표하고, 의상 할인 체인점 스티브 앤드 배리스(Steve and Barry's)와 협력을 체결하였다. 이 브랜드는 20 달러 이하 천여 가지 의상과 장신구를 특징으로 내세우며 2007년 6월 7일 스티브 앤드 배리스가 독점 론칭하였다. 2007년 7월에는 "Lovely"의 막대한 성공에 힘입어 두 번째 향수 "Covet"을 출시하였다. 같은 해 《프로젝트 런웨이》 두 번째 도전 편에 초대 손님으로도 출연하였다.
2009년 2월 "Lovely" 컬렉션 일환으로 세 가지 향수 시리즈 "Dawn", "Endless", "Twilight"를 론칭하였다.

## 사생활
파커는 영화 《사랑의 시련》(1984)을 통해서 만난 배우 로버트 다우니 주니어와 1984년부터 1991년까지 연인 관계였다. 다우니는 술과 마약으로 난잡한 생활을 하였고 이는 둘의 관계에 치명적인 영향을 끼쳤다. 파커는 당시에 대해서 이렇게 회상하였다. "나는 그를 버티게 해줄 수 있는 사람이 나라고 믿었다." 1990년대에 언론인 존 F. 케네디 주니어와 몇달간 데이트를 하였고, 싱어송라이터 조슈아 캐디슨과 1990년대 초에 교제하기도 하였다.

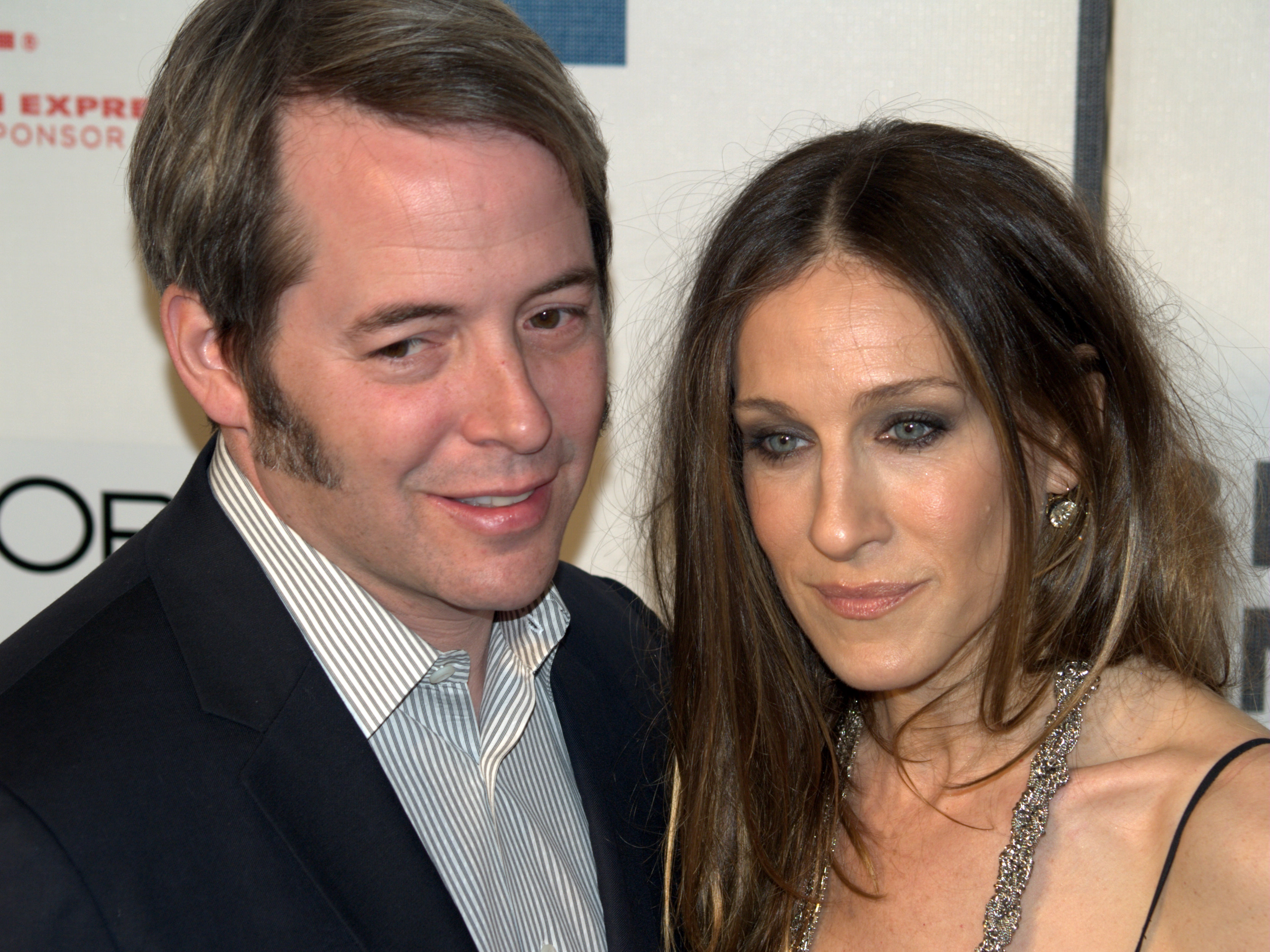
2009년 행사에 참석한 파커와 남편 매슈 브로더릭

1997년 5월 19일, 파커는 오빠 소개로 만난 배우 매슈 브로더릭과 결혼하였다. 이들이 처음 만난 장소인 네이키드 에인절 시어터 컴퍼니는 두 사람 모두 각자 공연을 올린 적이 있는 공간이었다.
둘은 맨해튼 로어이스트사이드 시나고그에서 정식 결혼식을 치렀는데, 파커와 브로더릭 둘 다 한쪽 부모가 유대인이며 스스로를 "문화적으로 유대인"이라고 여긴 영향이 컸다. 부부는 2002년 10월 28일에 아들 제임스 윌키 브로더릭을 낳았다. 이름은 브로더릭의 아버지 배우 제임스 브로더릭에게서, 중간 이름은 브로더릭과 파커가 존경하는 작가 윌키 콜린스에서 따온 것이다.
2008년 파커는 남편, 아들과 함께 뉴욕시에서 살게 되었다. 이들 가족은 모두 왼손잡이다. 부부는 휴가 때마다 브로더릭이 어릴 적에 여름을 지냈던 아일랜드 도네갈주에서 대부분의 시간을 보낸다.
파커는 할리우드 여성 정치 위원회의 주요 회원이며, 유니세프 공연 예술 부문 대표이기도 하다. 2006년에 그는 유니세프 대표 사절로 라이베리아를 방문하여 다음과 같은 말을 하였다. "이곳은 조금의 돌봄도 받지 못한 장소이기에 우리는 이곳을 보살피고자 노력해야 할 것입니다" 그는 현재 미국의 유니세프 친선 대사로 임명되어 있다.
파커는 또한 이스라엘 수호에도 관심을 가지고 있다. 그는 "나는 사람들이 '이스라엘은 어떻게 탱크까지 끌고 들어올 수가 있냐!'라고 말할 때마다 이스라엘을 변호하고 싶어진다"고 말하며, "달리 무엇을 할 수 있겠는가? 아이들 몸에 기꺼이 폭탄을 감고 공설 시장 안으로 걸어들어가게 해 아이들을 죽게 만드는 사람들이 있다. 이스라엘의 대응은 이같은 일로부터 자국민을 보호하려는 것이다"고 언급하였다.
2009년 4월 28일에는 파커와 브로더릭의 대변인이 부부가 대리모를 통해 그해 여름에 여자 쌍둥이를 얻을 것이라고 언급하였다. 두 딸 이름은 매리언 로레타 엘웰 브로더릭, 태비사 호지 브로더릭이다. 중간 이름은 파커의 외가족 이름을 따온 것으로 알려졌다.

## 출연 작품

### 영화
| 연도 | 제목                                 | 역할                           | 비고        |
| ---- | ------------------------------------ | ------------------------------ | ----------- |
| 1974 | 성냥팔이 소녀                        | 성냥팔이 소녀                  |             |
| 1983 | Somewhere Tomorrow                   | 로리 앤더슨                    |             |
| 1984 | 자유의 댄스                          | 러스티                         |             |
| 1984 | 사랑의 시련                          | 리사                           |             |
| 1985 | 청춘 댄스 파트너                     | 제이니 글렌                    |             |
| 1986 | 협곡의 실종                          | 캐럴린 매캐덤스                |             |
| 1991 | LA 이야기                            | 샌디                           |             |
| 1992 | In the Best Interest of the Children | 캘리 케인                      |             |
| 1992 | 허니문 인 베가스                     | 베치 놀런 / 도나 코먼          |             |
| 1993 | 스트라이킹 디스턴스                  | 조 크리스먼 / 에밀리 하퍼 형사 |             |
| 1993 | 호커스 포커스                        | 세라 샌더슨                    |             |
| 1994 | 에드 우드                            | 덜로리스 풀러                  |             |
| 1995 | 마이애미 랩소디                      | 귄 마커스                      |             |
| 1996 | 화성 침공                            | 내털리 레이크                  |             |
| 1996 | 친구와 애인 사이                     | 루시 애커먼                    |             |
| 1996 | 조강지처 클럽                        | 셸리 스튜어트                  |             |
| 1996 | 파더스 메모리                        | 세라 겔다트                    |             |
| 1996 | 선택                                 | 조디 트래멀                    |             |
| 1997 | 'Til There Was You                   | 프랜체스카 랜필드              |             |
| 1999 | 폭소 기마 특공대                     | 넬 펜윅                        |             |
| 2000 | 미스터 헐리웃                        | 클레어 웰즐리                  |             |
| 2002 | 애인 없는 세상                       | 콜린 깁슨                      | 비디오 영화 |
| 2005 | 우리, 사랑해도 되나요?               | 메러디스 모턴                  |             |
| 2006 | Strangers with Candy                 | 페기 캘러스                    |             |
| 2006 | 달콤한 백수와 사랑 만들기            | 폴라                           |             |
| 2007 | Spinning Into Butter                 | 세라 대니얼스                  |             |
| 2008 | 스마트 피플                          | 재닛 하티건                    |             |
| 2008 | 섹스 앤 더 시티                      | 캐리 브래드쇼                  |             |
| 2009 | 들어는 봤니? 모건 부부               | 메릴 모건                      |             |
| 2010 | 섹스 앤 더 시티 2                    | 캐리 브래드쇼                  |             |
| 2011 | 하이힐을 신고 달리는 여자            | 케이트 레디                    |             |
| 2011 | 뉴욕의 연인들                        | 케이트 도일                    |             |
| 2013 | 슈퍼노바 지구 탈출기                 | 키라 슈퍼노바                  | 목소리      |
| 2013 | 러브레이스                           | 글로리아 스타이넘              | 통편집      |
| 2022 | 호커스 포커스 2                      | 세라 샌더슨                    |             |

### 텔레비전
| 연도      | 제목                                 | 역할              | 비고                         |
| --------- | ------------------------------------ | ----------------- | ---------------------------- |
| 1982-83   | Square Pegs                          | 패티 그린         | 주연; 20회분                 |
| 1987-88   | A Year in the Life                   | 케이 에릭슨       | 주연; 22회분                 |
| 1990-91   | Equal Justice                        | 조 앤 해리스      | 주연; 26회분                 |
| 1998-2004 | 섹스 앤 더 시티                      | 캐리 브래드쇼     | 94회분; 총괄 제작·해설 겸임  |
| 2007      | 프로젝트 런웨이                      | 본인              | Started Crying" 편           |
| 2010      | Who Do You Think You Are?            | 본인              | "Sarah Jessica Parker" 편    |
| 2016-19   | 디보스                               | 프랜시스 듀프레인 | 주연; 24회분; 총괄 제작 겸임 |
| 2021-현재 | 앤 저스트 라이크 댓: 섹스 앤 더 시티 | 캐리 브래드쇼     | 주연; 총괄 제작 겸임         |

## 수상과 후보
골든 글로브상
- 1999: 후보: TV 시리즈 뮤지컬/코미디 부문 여우주연상 - 《섹스 앤 더 시티》
- 2000: 수상: TV 시리즈 뮤지컬/코미디 부문 여우주연상 - 《섹스 앤 더 시티》
- 2001: 수상: TV 시리즈 뮤지컬/코미디 부문 여우주연상 - 《섹스 앤 더 시티》
- 2002: 수상: TV 시리즈 뮤지컬/코미디 부문 여우주연상 - 《섹스 앤 더 시티》
- 2003: 후보: TV 시리즈 뮤지컬/코미디 부문 여우주연상 - 《섹스 앤 더 시티》
- 2004: 수상: TV 시리즈 뮤지컬/코미디 부문 여우주연상 - 《섹스 앤 더 시티》
- 2005: 후보: TV 시리즈 뮤지컬/코미디 부문 여우주연상 - 《섹스 앤 더 시티》
- 2006: 후보: 영화 뮤지컬/코미디 부문 여우주연상 - 《우리, 사랑해도 되나요?》
- 2017: 후보: TV 시리즈 뮤지컬/코미디 부문 여우주연상 - 《디보스》

프라임타임 에미상
- 1999: 후보: 코미디 부문 여우주연상 - 《섹스 앤 더 시티》
- 2000: 후보: 코미디 부문 여우주연상 - 《섹스 앤 더 시티》
- 2001: 수상: 코미디 부문 최우수 작품상 - 《섹스 앤 더 시티》
- 2001: 후보: 코미디 부문 여우주연상 - 《섹스 앤 더 시티》
- 2002: 후보: 코미디 부문 최우수 작품상 - 《섹스 앤 더 시티》
- 2002: 후보: 코미디 부문 여우주연상 - 《섹스 앤 더 시티》
- 2003: 후보: 코미디 부문 최우수 작품상 - 《섹스 앤 더 시티》
- 2003: 후보: 코미디 부문 여우주연상 - 《섹스 앤 더 시티》
- 2004: 후보: 코미디 부문 최우수 작품상 - 《섹스 앤 더 시티》
- 2004: 수상: 코미디 부문 여우주연상 - 《섹스 앤 더 시티》

미국 배우 조합상
- 2000: 후보: 코미디 부문 여자연기상 - 《섹스 앤 더 시티》
- 2001: 후보: 코미디 부문 앙상블상 - 《섹스 앤 더 시티》
- 2001: 수상: 코미디 부문 여자연기상 - 《섹스 앤 더 시티》
- 2002: 수상: 코미디 부문 앙상블상 - 《섹스 앤 더 시티》
- 2002: 후보: 코미디 부문 여자연기상 - 《섹스 앤 더 시티》
- 2003: 후보: 코미디 부문 앙상블상 - 《섹스 앤 더 시티》
- 2004: 수상: 코미디 부문 앙상블상 - 《섹스 앤 더 시티》
- 2005: 후보: 코미디 부문 앙상블상 - 《섹스 앤 더 시티》
- 2005: 후보: 코미디 부문 여자연기상 - 《섹스 앤 더 시티》

맥심 어워드
- 2007: 가장 안 섹시한 여성 1위